# 死亡漩渦：奪魂鋸新遊戲
是一部2021年美國恐怖電影，由戴倫·連恩·布斯曼執導，喬許·史托伯格和彼得·高德芬格共同編劇。該片為「奪魂鋸系列」的外傳作品，主演包括克里斯·洛克、山繆·傑克森、麥克思·明格拉和莫妮索·尼可拉斯。本片是系列首度沒有托賓·貝爾參與的一作，貝爾在前幾部電影中飾演約翰·克拉瑪／拼圖殺人狂，該角也未在本片中回歸。
該片2021年5月14日在美國上映。

## 劇情
一名擅長作偽證的休班警探馬文·柏斯维克在美國獨立日慶典時追趕扒手至下水道，但在黑暗中被一名戴豬頭面具的蒙面者擒獲，從昏迷中醒來時發現自己身在運行地鐵隧道中央，舌頭則被機關鉗住。面前電視中顯示著戴豬面具的兇手，讓馬文在兩分鐘內選擇自斷舌頭脫離險境、或是等著被地鐵撞死，而馬文最終沒有及時逃脫機關而慘死於隧道中。隔天，本地警監安吉·加薩指派以西結·「齊克」·班克斯警探偵辦此案，而新進警探威廉·申克成為齊克的新搭檔並參與辦案。由於馬文是自己的多年同事兼摯友，齊克發誓不會放過兇手，調查現場死亡機關發現犯罪手法相似於已故拼圖殺人狂。
正當齊克領導調查時，一名暴力執法的腐敗警探費奇在外追查馬文死前追趕過的扒手班尼·賴特時失蹤，隔天被發現死於廢棄工廠的水缸機關中，因沒有在90秒內自斷十根手指而慘遭電刑致死。齊克同樣跟費奇結過仇，因費奇曾有意無視齊克的求援，造成齊克孤身對抗持槍嫌犯而幾近送命；一部分警察因此懷疑似乎是齊克挾私報復費奇。警察局隨後收到一個裝有一個小豬木偶以及人皮的盒子，齊克驚恐地發現皮上有申克的“查理”紋身，而盒中的顏料瓶指引他們前去齊克的父親、退休局長馬庫斯帶齊克常去的店面，最後在店中找到一具疑似是申克的遺體，其遭剝皮而無法辨識。
陷入焦躁的齊克同時發現聯繫不上自己的父親，而馬庫斯當時正在私下追蹤兇手，然而追到一間倉庫後則被兇手偷襲擄走。兇手隨後偷用馬庫斯的手機，將加薩騙進無人的警局地下證物室擒獲，將她束縛在會滴下熱蠟的機關上，聲言她必須靠脖子後方的刀刃切斷脊椎部位來逃生，即使加薩硬是自斷脊椎，卻仍因頭上滴的蠟過多而當場身亡。未能及時趕到的齊克悲憤不已，得知有人修改過地下室監視錄影後前去追查，然而很快同樣被兇手擄走。齊克從昏迷中醒後發現自己左手被拷在水管邊，一旁留有讓他自斷手臂脫身的鋼鋸，但他幸運地靠旁邊的釘書針解鎖逃出。齊克找到自己的前警察搭檔彼得·鄧利維同樣被綁，其十五年前有意殺害目擊證人、遭齊克舉報而被革職。兇手讓齊克選擇是否要救他，而齊克雖然找到鑰匙試圖救他，但身後的機關開始噴出玻璃碎片，使彼得最終重傷死去。
齊克來到上層找到身為兇手的申克，其靠扒手班尼的剝皮遺體假造死亡，一路下來靠模仿拼圖殺人狂連續殺害腐敗警察。申克揭示自己真實姓為愛默生，身為十五年前遭彼得殺害的目擊證人的兒子，親眼目睹父親被害而認識到警察腐敗程度，同時真正記恨齊克父親馬庫斯所創辦的《第八修正案》，對腐敗警察視而不見，甚至以不擇手段的形式“清理”街道而拉低犯罪率。愛默生希望齊克能與之聯手，並為他準備好最終測試，首先故意放槍引來警察，將僅裝有一顆子彈的槍交給齊克。齊克面臨用手上的槍將愛默生就地正法、或是營救當時全身被抽血機關吊起、即將在四分鐘內流光血的父親馬庫斯。
齊克當機立斷開槍救下父親後與愛默生進行搏鬥，然而SWAT隊伍攻進來時觸動愛默生在門上設置的機關，導致還沒掙脫的馬庫斯再度被機關牽起來，猶如“提線木偶”般地自行舉起獵槍，縱使衝入現場的警察因為看不清是誰、基於自保而將馬庫斯當場擊斃。目睹父親被警察打死的齊克瞬間絕望地尖叫，而完成復仇的愛默生關上電梯門逃之夭夭。

## 演員
- 克里斯·洛克 飾 以西結·「齊克」·班克斯警探（Det. Ezekiel "Zeke" Banks）
- 山繆·傑克森 飾 馬庫斯·班克斯（Marcus Banks）
- 麥克思·明格拉 飾 威廉·申克／威廉·愛默生（Det. William Schenk / William Emerson）[8][9]
- 瑪莉索·尼可斯（英语：Marisol Nichols） 飾 安琪·加薩警監（Capt. Angie Garza）
- 丹·佩卓尼亞維克（英语：Dan Petronijevic） 飾 馬文·柏斯維克警探（Det. Marv Boswick）
- 柔伊·帕瑪（英语：Zoie Palmer） 飾 卡拉·柏斯維克（Kara Boswick）[10][11]
- 理查·澤皮耶里（英语：Richard Zeppieri） 飾 費奇警探（Det. Fitch）
- 派屈克·F·麥克馬納斯（英语：Patrick McManus） 飾 彼得·鄧利維（Peter Dunleavy）
- 伊蒂·英克賽特（英语：Edie Inksetter） 飾 克勞斯警探（Det. Kraus）
- 湯瑪斯·米契（Thomas Mitchell）  飾 歐布萊恩警探（Det. O'Brien）
- 娜茲寧·康塔可特（英语：Nazneen Contractor） 飾 恰達法醫（Coroner Chada）
- 克里斯·柯林斯（英语：K. C. Collins） 飾 朱利警探（Det. Drury）
- 崔佛·葛雷茲基（Trevor Gretzky） 飾 派特警員（Officer Pat）
- 克里斯多福·拉姆齊（Christopher Ramsay） 飾 毒販（Crack Punk）
- 珍妮兒·威廉斯（英语：Genelle Williams） 飾 莉莎·班克斯（Lisa Banks）
- 迪倫·羅勃茲（Dylan Roberts） 飾 莫基警官（Sergeant Morgey）
- 艾莉·強森（Ali Johnson） 飾 珍妮·路易斯警員（Officer Jeannie Lewis）

## 製作
2018年1月16日，據報導稱獅門影業已經開始商討《奪魂鋸系列》的第九部電影，但史派瑞兄弟將不會回歸執導。2018年4月3日，扭曲製片公司宣傳已開始與《奪魂鋸：遊戲重啟》的編劇喬許·史托伯格和彼得·高德芬格積極開發續集。
2019年5月16日，證實第九部電影已正式開始製作。《奪魂鋸2》到《奪魂鋸4》的導演戴倫·連恩·布斯曼將回歸執導電影，而系列製片人歐倫·庫勒斯和馬克·伯格也回歸擔任製片人。喜劇演員克里斯·洛克編寫故事和擔任執行製片人，而原創作者溫子仁和雷·沃納爾以及丹尼爾·J·赫夫納也將擔任執行製片人，史托伯格和高德芬格撰寫劇本。洛克表示「自2004年的《奪魂鋸》以來，我一直是《奪魂鋸系列》的粉絲。我很高興有機會將它帶到一個緊張而又曲折的新地方」。洛克向獅門影業提出了擴展該系列的想法，而獅門影業對該概念非常感興趣。獅門影業的執行長喬·德雷克表示洛克的想法「完全秉承了傳統，同時能通過他的風趣、創新和激情重振這個經典的恐怖系列品牌」。伯格和庫勒斯說洛克為《奪魂鋸系列》提供了「新的視角」。2019年6月，史托伯格確認電影並不是重啟作，也不是《奪魂鋸：遊戲重啟》的直接續集。
2019年7月，山繆·傑克森、麥克思·明格拉和莫妮索·尼可拉斯加盟劇組，分別飾演洛克角色的父親、搭檔和他的警監。

### 拍攝
主體拍攝於2019年7月8日在多倫多進行，暫定名稱為「器官捐贈者」（The Organ Donor）。拍攝於2019年8月28日殺青。

## 發行
《死亡漩渦：奪魂鋸新遊戲》原定於2020年10月23日上映，後提前至2020年5月15日上映，並由獅門影業發行。外界認為是要避開同期強檔《月光光新慌慌：萬聖殺》。2020年3月，受2019冠狀病毒病疫情影響，本片撤檔。之後，該片改於2021年5月21日在美國上映。2021年3月，本片提前至2021年5月14日在美國上映。
截至2021年6月2日，影片在北美地区收获2320万美元的票房，海外地区收获票房1740万美元，全球票房共计1.05亿美元。

### 評價
爛番茄根據202條評論，獲得37%的新鮮度，平均得分5.1／10，觀眾投票獲得75%的分數，平均得分為3.9／5。在Metacritic上，本片獲得40分。

### 票房
| 上一届： 《玩命鈔劫》 | 2021年美國週末票房冠軍 第20-21週 | 下一届： 《噤界II》 |

## 續集
2021年4月，扭曲製片公司確認正在開發《奪魂鋸X》。

## 外部連結
- 互联网电影数据库（IMDb）上《死亡漩渦：奪魂鋸新遊戲》的资料（英文）